# Habborn
Habborn este o arie protejată (sit de importanță comunitară — SCI, arie de protecție specială avifaunistică — SPA) din Suedia întinsă pe o suprafață de 459,7 ha, integral pe uscat.

## Localizare
Centrul sitului Habborn este situat la coordonatele 62°52′43″N 17°26′39″E / 62.87856°N 17.4441°E.

## Înființare
Situl Habborn a fost declarat arie de protecție specială avifaunistică în mai 2018 pentru a proteja 7 specii de animale. Situl a fost protejat și ca sit de importanță comunitară în mai 2018.

## Biodiversitate
Situată în ecoregiunea boreală, aria protejată conține 2 habitate naturale: Mlaștini turboase de tranziție și turbării mișcătoare, Taiga vestică.
La baza desemnării sitului se află mai multe specii protejate de  păsări (7): minunița (Aegolius funereus), cocoșul de mesteacăn (Bonasa bonasia), ciocănitoare neagră (Dryocopus martius), ciuvică (Glaucidium passerinum), ciocănitoare verzuie (Picus canus), cocoșul de mesteacăn (Tetrao tetrix tetrix),  cocoș de munte (Tetrao urogallus).